# 少鱗鱖屬
少鱗鳜屬為日鲈目鱖科的一個屬。

## 分布
本屬魚類分布於东亚的河流水系之中，包括中国、朝鲜半岛、日本及越南等。

## 栖息
本屬为温带、亚热带或熱帶的上底棲淡水鱼。

## 分類
本屬过去被歸類于真鲈科，但遺傳分子學对其细胞核基因座的研究显示本属和姐妹群鱖屬可組成單系群，並且會是姥鲈科的姐妹群，因而也被划分为独立的鳜科。

### 內部分類
本屬已知共有5個現生種，如下：
- 朝鮮少鱗鱖 Coreoperca herzi
- 川目少鱗鱖 Coreoperca kawamebari
- 劉氏少鱗鱖 Coreoperca liui
- 灕江少鱗鱖 Coreoperca loona
- 中國少鱗鱖 Coreoperca whiteheadi：又稱石鱖。

## 生態
屬於小型或中型之温带或亚熱帶肉食性魚類，棲息在河流近底部，以底棲的小鱼等為主食。

## 經濟利用
小至中型食用魚。

## 外部連結
- 維基物種上的相關：少鱗鱖屬